# Јегуље путују у Саргаско море (филм)
„Јегуље путују у Саргаско море” је југословенски ТВ филм из 1979. године. Режирао га је Слободан Праљак а сценарио је написао Абдулах Сидран

## Улоге
| Глумац          | Улога |
| --------------- | ----- |
| Инес Фанчовић   |       |
| Зденко Јелчић   |       |
| Фрањо Мајетић   |       |
| Ђорђе Пура      |       |
| Зијах Соколовић |       |
| Васја Станковић |       |
| Анте Вицан      |       |